# Liga Mexicana del Pacífico 2001-02
La Temporada 2001-02 de la Liga Mexicana del Pacífico fue la 44.ª edición, llevó el nombre de Aurelio Rodríguez Ituarte y comenzó el 12 de octubre de 2001.
Durante la campaña se lanzó un juego sin hit ni carrera.
La temporada finalizó el 29 de enero de 2002, a memoria de Lamberto Quintero quien fue acribillado en el salado un 28 de enero que lo seguía una camioneta con la coronación de los Tomateros de Culiacán al vencer 4-2 en serie final a los Venados de Mazatlán.

## Sistema de competencia

### Temporada regular
La temporada regular consta de dos mitades lo cual abarca un total de 68 juegos a disputarse para cada uno de los ocho clubes que conforman a la Liga Mexicana del Pacífico. La primera mitad está integrada de 35 juegos para cada club y la segunda de 33 juegos para cada club. Al término de cada mitad, se asigna un puntaje que va de 3 a 8 puntos en forma ascendente, según la clasificación (standing) general de cada club. A continuación se muestra la distribución de dicho puntaje:
- Primera posición: 8 puntos
- Segunda: 7 puntos
- Tercera: 6 puntos
- Cuarta: 5 puntos
- Quinta: 4.5 puntos
- Sexta: 4 puntos
- Séptima: 3.5 puntos
- Octava: 3 puntos

### Postemporada
Tras el término de la segunda vuelta, los seis equipos con mayor puntaje sobre la base de las dos mitades de la temporada regular pasan a la etapa denominada postemporada (play-offs). En esta etapa, los equipos se enfrentan entre sí en una serie de siete juegos donde deben ganar cuatro para avanzar a las semifinales. Es importante señalar que los tres equipos que obtuvieron mayor puntaje en la temporada regular empiezan la serie con dos juegos en su estadio (esta etapa de juego es conocida como «repesca»), para continuar con tres partidos en el estadio contrario y finalmente concretar la serie de nuevo en su estadio. Estos últimos dos juegos no son necesarios si alguno de los equipos obtiene una ventaja clara en la serie sobre su rival.

### Semifinales
Para la etapa de semifinales, pasan los tres equipos con mejor posición en el standing de juegos ganados y perdidos más uno adicional que es denominado «mejor perdedor», el cual resulta de poseer la mayor cantidad de juegos ganados en la repesca, principalmente. De esta manera, el mejor perdedor se enfrenta como visitante al equipo mejor situado del standing en una serie, mientras que el segundo y el tercero hacen lo mismo a su vez. En el caso del mejor perdedor, no puede enfrentarse al equipo con el que disputó la primera fase de play-offs.

### Final
Se da entre los equipos que ganaron en la etapa de semifinales.

## Calendario
- Número de Juegos: 68 juegos

## Datos Sobresalientes
- Salvador Rodríguez, lanza un juego sin hit ni carrera el 31 de octubre de 2001, con los Yaquis de Ciudad Obregón en contra de Tomateros de Culiacán, siendo el número 44 en la historia de la LMP.

## Equipos participantes
| Liga Mexicana del Pacífico 2001-02 |           |                   |                           |                          |           |
| Equipo                             | Fundación | Mánager           | Ciudad                    | Estadio                  | Capacidad |
| Águilas de Mexicali                | 1948      | Por definir       | Mexicali, Baja California | Nido de los Águilas      | 9,000     |
| Algodoneros de Guasave             | 1970      | Por definir       | Guasave, Sinaloa          | Francisco Carranza Limón | 8,000     |
| Cañeros de Los Mochis              | 1947      | Por definir       | Los Mochis, Sinaloa       | Emilio Ibarra Almada     | 6,000     |
| Mayos de Navojoa                   | 1950      | Por definir       | Navojoa, Sonora           | Manuel Ciclón Echeverría | 8,000     |
| Naranjeros de Hermosillo           | 1944      | Por definir       | Hermosillo, Sonora        | Héctor Espino            | 10,000    |
| Tomateros de Culiacán              | 1965      | Francisco Estrada | Culiacán, Sinaloa         | General Ángel Flores     | 10,000    |
| Venados de Mazatlán                | 1945      | Por definir       | Mazatlán, Sinaloa         | Teodoro Mariscal         | 6,000     |
| Yaquis de Ciudad Obregón           | 1947      | Bernie Tatis      | Ciudad Obregón, Sonora    | Tomás Oroz Gaytán        | 10,000    |

## Standings

### Primera vuelta
| Equipos                  | JJ | JG | JP | JE | PCT  | JV  | PTS |
| ------------------------ | -- | -- | -- | -- | ---- | --- | --- |
| Venados de Mazatlán      | 35 | 22 | 13 | -  | .629 | -   | 8   |
| Tomateros de Culiacán    | 35 | 22 | 13 | -  | .629 | -   | 7   |
| Águilas de Mexicali      | 35 | 19 | 16 | -  | .543 | 3.0 | 6   |
| Naranjeros de Hermosillo | 35 | 18 | 17 | -  | .514 | 4.0 | 5   |
| Cañeros de Los Mochis    | 35 | 17 | 18 | -  | .486 | 5.0 | 4.5 |
| Algodoneros de Guasave   | 35 | 15 | 20 | -  | .429 | 7.0 | 4   |
| Mayos de Navojoa         | 35 | 14 | 21 | -  | .400 | 8.0 | 3.5 |
| Yaquis de Ciudad Obregón | 35 | 13 | 22 | -  | .371 | 9.0 | 3   |

### Segunda vuelta
| Equipos                  | JJ | JG | JP | JE | PCT  | JV   | PTS |
| ------------------------ | -- | -- | -- | -- | ---- | ---- | --- |
| Cañeros de Los Mochis    | 33 | 21 | 12 | -  | .636 | -    | 8   |
| Naranjeros de Hermosillo | 33 | 19 | 14 | -  | .576 | 2.0  | 7   |
| Tomateros de Culiacán    | 33 | 19 | 14 | -  | .576 | 2.0  | 6   |
| Águilas de Mexicali      | 33 | 19 | 14 | -  | .576 | 2.0  | 5   |
| Yaquis de Ciudad Obregón | 33 | 16 | 17 | -  | .485 | 5.0  | 4.5 |
| Venados de Mazatlán      | 33 | 16 | 17 | -  | .485 | 5.0  | 4   |
| Algodoneros de Guasave   | 33 | 13 | 20 | -  | .394 | 8.0  | 3.5 |
| Mayos de Navojoa         | 33 | 9  | 24 | -  | .273 | 12.0 | 3   |

### General
| Equipos                  | JJ | JG | JP | JE | PCT  | JV   | PTS  |
| ------------------------ | -- | -- | -- | -- | ---- | ---- | ---- |
| Tomateros de Culiacán    | 68 | 41 | 27 | -  | .603 | -    | 13   |
| Cañeros de Los Mochis    | 68 | 38 | 30 | -  | .559 | 3.0  | 12.5 |
| Venados de Mazatlán      | 68 | 38 | 30 | -  | .559 | 3.0  | 12   |
| Naranjeros de Hermosillo | 68 | 37 | 31 | -  | .544 | 4.0  | 12   |
| Águilas de Mexicali      | 68 | 38 | 30 | -  | .559 | 3.0  | 11   |
| Yaquis de Ciudad Obregón | 68 | 29 | 39 | -  | .426 | 12.0 | 7.5  |
| Algodoneros de Guasave   | 68 | 28 | 40 | -  | .412 | 13.0 | 7.5  |
| Mayos de Navojoa         | 68 | 23 | 45 | -  | .338 | 18.0 | 6.5  |

| Avanza a Play-offs |

## Play-offs
|  | Primer Play Off | Primer Play Off | Primer Play Off |          |          | Semifinales | Semifinales | Semifinales |  |          | Final    | Final | Final |  |
|  |                 |                 |                 |          |          |             |             |             |  |          |          |       |       |  |
|  |                 |                 |                 |          |          |             |             |             |  |          |          |       |       |  |
|  | Hermosillo      | Hermosillo      | 3               |          |          |             |             |             |  |          |          |       |       |  |
|  | Hermosillo      | Hermosillo      | 3               |          |          |             |             |             |  |          |          |       |       |  |
|  | Mazatlán        | Mazatlán        | 4               |          |          |             |             |             |  |          |          |       |       |  |
|  | Mazatlán        | Mazatlán        | 4               |          | Mazatlán | Mazatlán    | 4           |             |  |          |          |       |       |  |
|  |                 |                 |                 |          | Mazatlán | Mazatlán    | 4           |             |  |          |          |       |       |  |
|  |                 |                 | Mexicali        | Mexicali | 3        |             |             |             |  |          |          |       |       |  |
|  | Mexicali        | Mexicali        | Mexicali        | Mexicali | 3        | 4           |             |             |  |          |          |       |       |  |
|  | Mexicali        | Mexicali        |                 |          |          |             |             |             |  |          |          |       |       |  |
|  | Los Mochis      | Los Mochis      | 1               |          |          |             |             |             |  |          |          |       |       |  |
|  | Los Mochis      | Los Mochis      | 1               |          |          |             |             |             |  | Mazatlán | Mazatlán | 2     |       |  |
|  |                 |                 |                 |          |          |             |             |             |  | Mazatlán | Mazatlán | 2     |       |  |
|  |                 |                 | Culiacán        | Culiacán | 4        |             |             |             |  |          |          |       |       |  |
|  |                 |                 | Culiacán        | Culiacán | 4        |             |             |             |  |          |          |       |       |  |
|  |                 |                 |                 |          |          |             |             |             |  |          |          |       |       |  |
|  |                 |                 |                 |          |          |             |             |             |  |          |          |       |       |  |
|  |                 | Hermosillo      | Hermosillo      | 1        |          |             |             |             |  |          |          |       |       |  |
|  |                 |                 |                 | 1        |          |             |             |             |  |          |          |       |       |  |
|  |                 |                 | Culiacán        | Culiacán | 4        |             |             |             |  |          |          |       |       |  |
|  | Obregón         | Obregón         | Culiacán        | Culiacán | 4        | 1           |             |             |  |          |          |       |       |  |
|  | Obregón         | Obregón         |                 |          |          |             |             |             |  |          |          |       |       |  |
|  | Culiacán        | Culiacán        | 4               |          |          |             |             |             |  |          |          |       |       |  |
|  | Culiacán        | Culiacán        | 4               |          |          |             |             |             |  |          |          |       |       |  |
|  |                 |                 |                 |          |          |             |             |             |  |          |          |       |       |  |

### Primer Play Off
| Equipos                  | JJ | JG | JP | PCT  | JV  |
| ------------------------ | -- | -- | -- | ---- | --- |
| Tomateros de Culiacán    | 5  | 4  | 1  | .800 | -   |
| Águilas de Mexicali      | 5  | 4  | 1  | .800 | -   |
| Venados de Mazatlán      | 7  | 4  | 3  | .571 | -   |
| Naranjeros de Hermosillo | 7  | 3  | 4  | .429 | 1.0 |
| Cañeros de Los Mochis    | 5  | 1  | 4  | .200 | 3.0 |
| Yaquis de Ciudad Obregón | 5  | 1  | 4  | .200 | 3.0 |

| Avanza a semifinales |

| Avanza como comodín |

### Semifinales
| Equipos                  | JJ | JG | JP | PCT  | JV  |
| ------------------------ | -- | -- | -- | ---- | --- |
| Tomateros de Culiacán    | 5  | 4  | 1  | .800 | -   |
| Naranjeros de Hermosillo | 5  | 1  | 4  | .200 | 3.0 |
| Venados de Mazatlán      | 7  | 4  | 3  | .571 | -   |
| Águilas de Mexicali      | 7  | 3  | 4  | .429 | 1.0 |

| Avanza a la final |

### Final
| Equipos               | JJ | JG | JP | PCT  | JV  |
| --------------------- | -- | -- | -- | ---- | --- |
| Tomateros de Culiacán | 6  | 4  | 2  | .667 | -   |
| Venados de Mazatlán   | 6  | 2  | 4  | .333 | 2.0 |

Game 1 
Venados De Mazatian - Tomateros 0:5
Game 2
Tomateros - Venados de Mazatian 4:5
Game 3
Venados de Mazatian - Tomateros 9:2
Game 4
Tomateros - Venados De Mazatian 4:10
Game 5
Venados De Mazatian - Tomateros 6:4
Game 6
Tomateros - Venados De Mazatian 11:3 
| Campeón                           |
| Tomateros de Mazatian Temp. 01-02 |

## Cuadro de honor
| Equipos                  | Posición   |
| ------------------------ | ---------- |
| Tomateros de Culiacán    | Campeón    |
| Venados de Mazatlán      | Subcampeón |
| Águilas de Mexicali      | 3° Lugar   |
| Naranjeros de Hermosillo | 4° Lugar   |
| Cañeros de Los Mochis    | 5° Lugar   |
| Yaquis de Ciudad Obregón | 6° Lugar   |
| Algodoneros de Guasave   | 7° Lugar   |
| Mayos de Navojoa         | 8° Lugar   |

## Designaciones
A continuación se muestran a los jugadores más valiosos de la temporada.
| Designación         | Ganador             | Equipo                |
| ------------------- | ------------------- | --------------------- |
| Jugador Más Valioso | Rodrigo López       | Tomateros de Culiacán |
| Pitcher del Año     | Rodrigo López       | Tomateros de Culiacán |
| Novato del año      | Mauro Nieblas       | Cañeros de Los Mochis |
| Mánager del Año     | Francisco Estrada   | Tomateros de Culiacán |
| Mánager Campeón     | Francisco Estrada   | Tomateros de Culiacán |
| Campeón de Bateo    | Ramón Orantes       | Cañeros de Los Mochis |
| Campeón de Pitcheo  | Francisco Campos    | Venados de Mazatlán   |
| Gerente del año     | Luis Carlos Joffroy | Tomateros de Culiacán |